# Vitodrag
Vitodrag je moško osebno ime.

## Izvor imena
Ime Vitodrag je izpeljano iz imena Vitomir.

## Pogostost imena
Po podatkih Statističnega urada Republike Slovenije je bilo na dan 31. decembra 2007 v Sloveniji 17 oseb z imenom Vitodrag.

## Osebni praznik
Vitodrag lahko goduje takrat kot Vitomir.

## Znane osebe
- Vitodrag Pukl, slovenski pravnik in politik